# Simontornya
Simontornya [šimontorňa] (německy Simonsturm, srbsky Шимонторња, Šimontornja) je město v Maďarsku v župě Tolna, spadající pod okres Tamási, těsně u hranic se župou Fejér. Nachází se asi 47 km severozápadně od Szekszárdu. V roce 2015 zde žilo 4 051 obyvatel. Podle údajů z roku 2011 zde byli 82,5 % Maďaři, 1,9 % Romové a 0,7 % Němci.
Simontornyou prochází řeka Sió. Nejbližšími městy jsou Dunaföldvár, Gyönk, Sárbogárd a Tamási. Blízko jsou též obce Cece, Igar, Kisszékely, Ozora, Pálfa, Sáregres, Sárszentlőrinc a Tolnanémedi.